# Beddingestrand
Beddingestrand is een plaats in de gemeente Trelleborg in de in Zweden gelegen provincie Skåne. De plaats heeft 653 inwoners (2005) en een oppervlakte van 101 hectare.
De plaats ligt direct aan de Zweedse zuidkust tussen de steden Ystad en Trelleborg.